# Тлепбергенов, Абылай Жанболатович
Абылай Жанболатович Тлепбергенов (каз. Абылай Жанболатұлы Тілепбергенов; род. 17 марта 1990, Актау, Мангистауская область, Казахская ССР) — казахстанский дирижёр, домбрист, кюйши, лауреат государственной молодёжной премии «Дарын» (2018). Главный дирижёр Казахский государственный академический оркестр народных инструментов имени Курмангазы (с октября 2018 года).

## Биография
Родился 17 марта 1990 года в городе Актау Мангистауской области. С шести лет увлекался музыкой, самостоятельно играл на домбыре.
В 2007 году после окончания 9 класса поступил в отделение народных инструментов Мангистауского колледжа искусств в класс заслуженного артиста Казахстана, профессора Розы Таймановны и 2010 году окончил с отличием.
В 2010 году поступил и 2014 году окончил с отличием в Казахскую Национальную консерваторию им. Курмангазы в класс педагога профессора, заслуженного деятеля Казахстана Каримы Сахарбаевой.
В 2016 году с отличием окончил магистратуру Казахской национальной консерватории им. Курмангазы.
Обладатель многократных республиканских и международных конкурсов по номинации домбра, активный участник культурных мероприятий консерватории, с концертной группой выезжал по всему Казахстану и в зарубежные страны Германия, Франция, Чехословакия, Иордания, Арабские Эмираты и страны СНГ.
В репертуаре Абылая Тлепбергена произведения народных и современных композиторов Курмангазы, Дины, Даулеткерея, Сугир, Таттимбет, Тлендиева, Ахмедиярова и многих других, русской и зарубежной классики.
С октября 2018 года по настоящее время — главный дирижёр Казахский государственный академический оркестр народных инструментов имени Курмангазы.
В настоящее время преподаватель кафедры домбры Казахской национальной консерватории им. Курмангазы.

## Награды и признание
Государственные награды
- 2012 — Премия Фонд Первого Президента Республики Казахстан — Лидера Нации в номинации «искусство и культура» за исполнительское мастерство на казахском традиционном музыкальном инструменте «домбра».[4]
- 2017 — Премия Союза Молодежи Казахстана «Серпер» за исполнительское мастерство.
- 2018 — Государственная молодежная премия Правительства Республики Казахстан «Дарын» в номинации «Народное творчество»[5][6][7]
- 2020 (3 декабря) — Почётная Грамота Республики Казахстан.[8]
- 2025 (20 мая) — Орден Курмет.[9]

Музыкальные достижения
- 2006 — Гран-при республиканского конкурса «Дүбірлі домбыра», посвященного творчеству Жумекена Нажимеденова.
- 2006 — Гран-при ІІ республиканского конкурса кюйши имени Мурата Ускинбайулы.
- 2007 — Гран-при ІІ республиканского конкурса домбристов имени Есира Ашуакулы.
- 2007 — Гран-при Первого Республиканского телевизионного конкурса «Алем-Арт».
- 2009 — Гран-при республиканского конкурса кюев «Даулескер дәстүр», исполняемых Сержаном Шакуратовым.
- 2009 — Гран-При в номинации «Народные инструменты» на республиканской музыкальной Олимпиаде в Казахской консерватории им. Курмангазы.
- 2010 — Лауреат VIII Республиканского конкурса имени Курмангазы.
- 2012 — Гран-при І республиканского фестиваля «Күй қағаны» имени Рысбая Габдиева в г. Атырау.
- 2012 — Гран-при ІІ республиканского конкурса «Алтын домбыра» имени Азидоллы Ескалиева.
- 2013 — Главный приз За лучшее исполнительское мастерство в республиканском конкурсе дирижеров им. Сеилхана Кусаинова и республиканском конкурсе дирижеров им. Нургисы Тлендиева «Өз елім» и др.

## Семья
Женат. Жена: Дуйсенбаева Актоты Базарбаевна — казахстанская композитор, выпускник факультета традиционного музыкального искусства Казахской национальной консерватории им. Курмангазы.